# Lalka i perła
Lalka i perła – esej Olgi Tokarczuk o Lalce Bolesława Prusa wydany w 2001 roku przez Wydawnictwo Literackie (Kraków).